# Mormântul lui Marcus Eurysaces

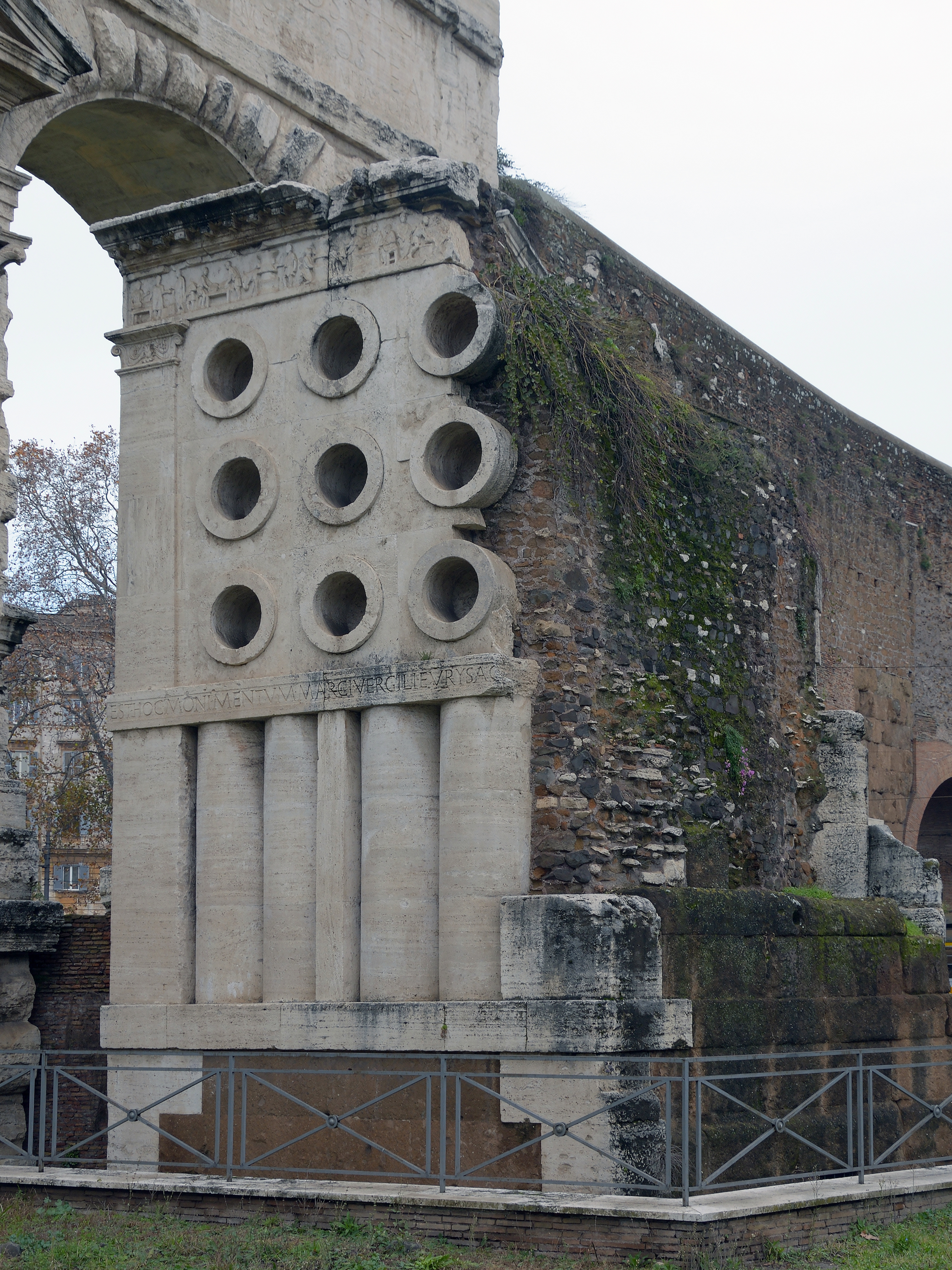

Mormântul lui Marcus Vergilius Eurysaces brutarul este unul dintre cele mai mari și cele mai bine păstrate morminte de liberți din Roma. Friza sa sculptată este un exemplu clasic al „stilului plebeu” de sculptură romană.